# Joseph Sarkis
Joseph (Joe) Sarkis (* 1949) (arabisch: جوزيف سركيس) ist ein libanesischer Politiker und seit dem 19. Juli 2005 Minister für Tourismus in der libanesischen Regierung unter Ministerpräsident Fuad Siniora.
Er ist ein führendes Mitglied der Forces Libanaises. Von 1988 bis 1994 war er ein Mitglied des Politbüros der Kata’ib, distanzierte sich aber von der Partei, nachdem deren Führung eine pro-syrische Haltung eingenommen hatte. Er wurde in den Forces Libanaises aktiv und wurde im Jahre 2002 der Verantwortliche der Partei für Beirut.
Sarkis ist ein Bauingenieur mit einem Abschluss an der École Supérieure des Ingénieurs de Beyrouth.